# Concours Eurovision de la chanson 1971
- Pays participants
- Pays ayant participé dans le passé

Amsterdam 1970 Édimbourg 1972
Le Concours Eurovision de la chanson 1971 fut la seizième édition du concours. Il se déroula le samedi 3 avril 1971, à Dublin, en Irlande. Il fut remporté par Monaco, avec la chanson Un Banc, Un Arbre, Une Rue, interprétée par Séverine. L'Espagne termina deuxième et l'Allemagne, troisième.

## Organisation
L'Irlande, qui avait remporté l'édition 1970, se chargea de l'organisation de l'édition 1971. 
Pour la toute première fois, l'UER imposa aux télédiffuseurs d'enregistrer une vidéo de promotion de leur chanson. Les télédiffuseurs étaient ensuite tenus de diffuser toutes les vidéos, avant la date du concours.
Pour la toute première fois également, des groupes composés de trois à six personnes furent autorisés à concourir.

## Pays participants
Dix-huit pays participèrent au seizième concours. 
L'Autriche, la Finlande, la Norvège, le Portugal et la Suède firent leur retour, satisfaits des modifications apportées au règlement. Malte fit ses débuts, mais termina à la dernière place.

## Format

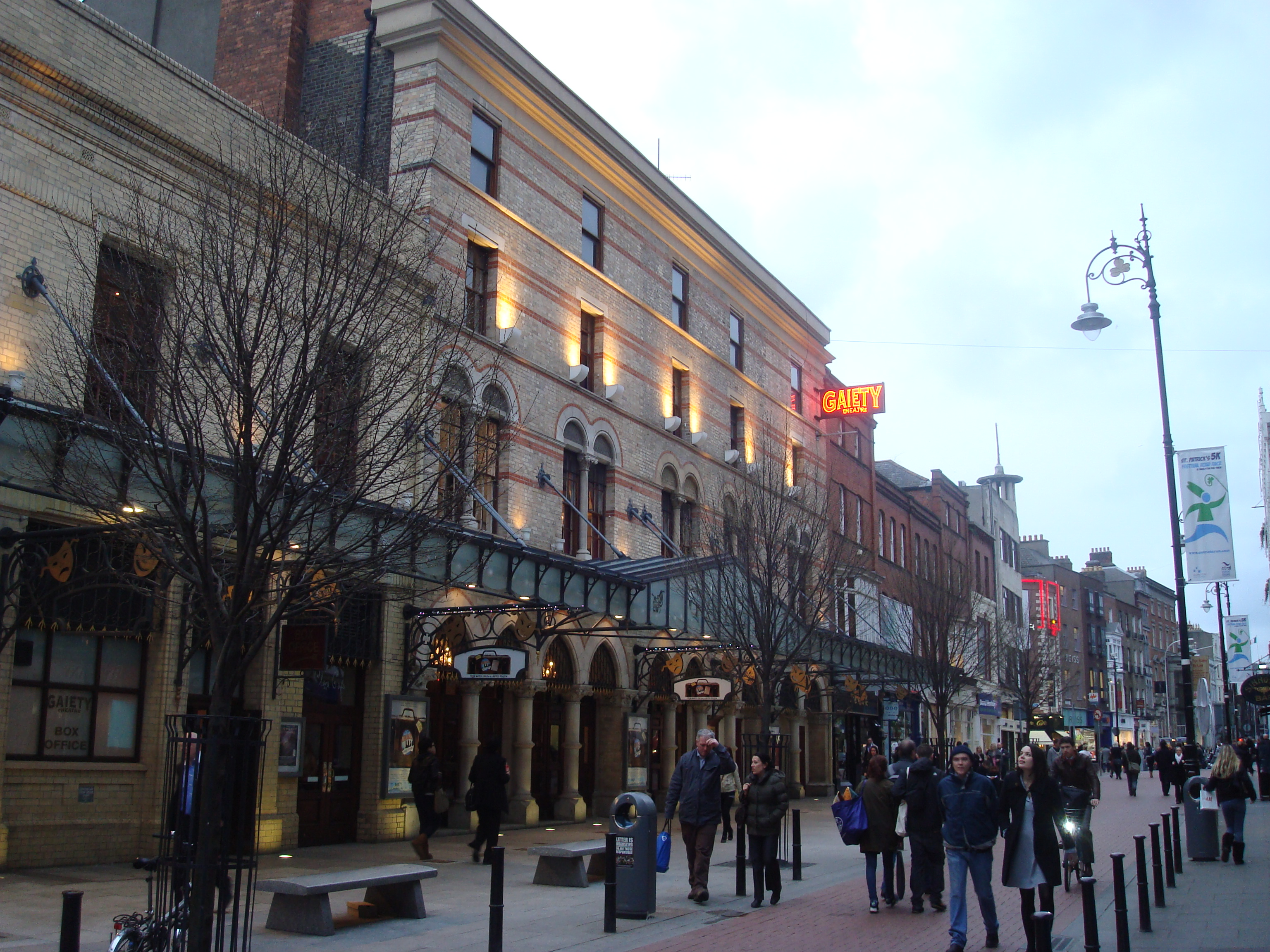
Le Gaiety Theatre, à Dublin.

Le concours eut lieu au Gaiety Theater de Dublin, inauguré en 1871. 
Ce fut la première émission couleur produite et diffusée par la RTÉ.
L'orchestre prit place dans une fosse, au pied de la scène. Le décor était d'inspiration celtique. La scène était entourée par un liseré métallique de forme ovoïdale. Un espace circulaire était ménagé au centre pour les artistes. En arrière-fond, était suspendue une sculpture composée de trois cercles aux motifs concentriques. Des spots de couleur furent employés, permettant de donner une ambiance différente à chaque prestation.
Le programme dura près d'une heure et quarante-six minutes.

## Vidéo introductive et cartes postales
La vidéo introductive montra un couple en tenue de soirée, montant dans un coupé de ville attelé. La caméra les suivit ensuite à travers les rues de Dublin, à la tombée du jour, jusqu'aux portes du Gaiety Theater. La caméra montra ensuite le public, la salle et l'orchestre. 
Chaque carte postale présentait des vues touristiques des différents pays participants.

## Déroulement
La présentatrice de la soirée fut Bernadette Ní Ghallchoír. Elle s'adressa aux téléspectateurs en gaélique, en français et en anglais. 
L'orchestre était dirigé par Colman Pearce.

## Chansons
Dix-huit chansons concoururent pour la victoire.
La BBC, soucieuse des répercussions possibles du conflit nord-irlandais sur sa participation, décida d'envoyer Clodagh Rodgers au concours. La chanteuse était née en Irlande du Nord et était fort populaire en Irlande. Malgré cela, Rodgers reçut plusieurs menaces de mort de l'IRA. Elle déclara à ce propos : « Et me voilà, une bonne petite fille catholique représentant le Royaume-Uni à Dublin, entre tous les endroits.» 
Les représentants suisses, Peter, Sue & Marc, furent le premier groupe à pouvoir officiellement concourir. Ce fut la première de leurs quatre participations au concours. 
Initialement, la chanson belge devait être interprétée par Nicole & Hugo. Mais Nicole fut victime de la jaunisse, quelques jours à peine avant le concours. La BRT dut leur trouver des remplaçants en dernière minute. Finalement, Jacques Raymond et Lily Castel furent retenus. Ils durent apprendre la chanson dans l'avion les emmenant à Dublin et n'eurent même pas le temps de s'acheter des vêtements de scène.

## Chefs d'orchestre
| Robert Opratko | Anthony Chircop     | Jean-Claude Petit | Hardy Schneiders  | Dieter Zimmermann | Waldo de los Rios |
| -------------- | ------------------- | ----------------- | ----------------- | ----------------- | ----------------- |
| - Autriche     | - Malte             | - Monaco          | - Suisse          | - Allemagne       | - Espagne         |
| Franck Pourcel | Jean Claudric       | Johnny Arthey     | Francis Bay       | Enrico Polito     | Claes Rosendahl   |
| - France       | - Luxembourg        | - Royaume-Uni     | - Belgique        | - Italie          | - Suède           |
| Noel Kelehan   | Dolf van der Linden | Jorge Costa Pinto | Miljenko Prohaska | Ossi Runne        | Arne Bendiksen    |
| - Irlande      | - Pays-Bas          | - Portugal        | - Yougoslavie     | - Finlande        | - Norvège         |

## Entracte
Le spectacle d'entracte fut une vidéo, présentant les Shannon Castle Entertainers. Il s'agit d'un spectacle de danses et de chants irlandais traditionnels, interprété par les groupes folkloriques du Shannon Castle, un parc touristique et un musée vivant fort populaire en Irlande. Furent montrés à l'écran la reconstitution d'un banquet médiéval, un numéro de claquettes et une chasse à courre.

## Coulisses
Durant le vote, la caméra fit plusieurs gros plans sur les artistes. Apparurent notamment Séverine, Karina, Katja Ebstein, Clodagh Rodgers et Massimo Ranieri.

## Vote
Le vote fut décidé entièrement par un jury. Pour la première fois depuis l'édition 1956, les jurés étaient présents dans la salle (plus exactement dans les coulisses et sur la scène au moment des votes). Et pour la toute première fois de l'histoire du concours, ils apparurent à l'écran.
Un nouveau système de vote avait en effet été introduit. Chaque pays envoya sur place deux jurés, l'un ayant entre 16 et 25 ans, l'autre ayant entre 25 et 55 ans. Pour chaque chanson, ils devaient attribuer chacun entre un et cinq votes. Les votes des jurés devaient être donnés et consignés immédiatement après chaque chanson. Après l'entracte, les jurés confirmèrent visuellement (et non plus oralement) leurs votes, selon l'ordre de passage des pays participants.
Le tableau de vote fut descendu des cintres. Pour la première fois, l'affichage des votes s'effectua au moyen de diodes. Les jurés siégeaient à la gauche et à la droite du tableau, par groupe de trois pays.
Le superviseur délégué sur place par l'UER fut Clifford Brown. Il répéta à chaque fois en anglais le nombre de votes attribués et le total des votes pour chaque pays.

## Controverse
Le nouveau système de vote suscita immédiatement la controverse. Certains jurés furent accusés d'attribuer systématiquement des notes médiocres aux autres pays, afin d'accroître les chances de victoire du leur. Par exemple, les deux jurés luxembourgeois n'ont donné qu'un point à chaque pays. En outre, la lenteur et l'atonie de l'annonce des votes furent pointées du doigt.

## Résultats
Ce fut la première victoire de Monaco. Elle demeure particulière dans l'histoire du concours, puisque l'interprète, les auteurs et le chef d'orchestre de la chanson étaient tous français. Séverine alla jusqu'à déclarer qu'elle n'avait jamais mis un pied de sa vie à Monaco, oubliant qu'elle avait tourné la vidéo de promotion sur le Rocher.
Séverine ne fut jamais payée pour sa victoire. Son producteur se montra malhonnête, la volant de ses gains. Malgré un procès, elle ne put jamais récupérer ce qui lui était dû. Elle demeura malgré tout une grande amatrice du concours, affirmant : « J’annule tout, de sorte à ne jamais manquer le concours. Année après année, cela demeure toujours aussi merveilleux.»
Revenue sur scène, Séverine reçut un bouquet de fleurs des mains de Dana, la gagnante de l’année précédente. Karina et Katja Ebstein vinrent la rejoindre et furent également félicitées.
Malte devint le quatrième pays de l'histoire du concours à terminer dernier lors de ses débuts, après l'Autriche, en 1957, Monaco, en 1959 et le Portugal, en 1964.
| Ordre | Pays        | Artiste(s)                     | Chanson                        | Langue            | Place | Points |
| ----- | ----------- | ------------------------------ | ------------------------------ | ----------------- | ----- | ------ |
| 01    | Autriche    | Marianne Mendt                 | Musik                          | Allemand viennois | 16    | 66     |
| 02    | Malte       | Joe Grech                      | Marija l-Maltija               | Maltais           | 18    | 52     |
| 03    | Monaco      | Séverine                       | Un banc, un arbre, une rue     | Français          | 1     | 128    |
| 04    | Suisse      | Peter, Sue & Marc              | Les Illusions de nos vingt ans | Français          | 12    | 78     |
| 05    | Allemagne   | Katja Ebstein                  | Diese Welt                     | Allemand          | 3     | 100    |
| 06    | Espagne     | Karina                         | En un mundo nuevo              | Espagnol          | 2     | 116    |
| 07    | France      | Serge Lama                     | Un jardin sur la Terre         | Français          | 10    | 82     |
| 08    | Luxembourg  | Monique Melsen                 | Pomme, pomme, pomme            | Français          | 13    | 70     |
| 09    | Royaume-Uni | Clodagh Rodgers                | Jack in the Box                | Anglais           | 4     | 98     |
| 10    | Belgique    | Lily Castel et Jacques Raymond | Goeiemorgen, morgen            | Néerlandais       | 14    | 68     |
| 11    | Italie      | Massimo Ranieri                | L'amore è un attimo            | Italien           | 5     | 91     |
| 12    | Suède       | Family Four                    | Vita vidder                    | Suédois           | 6     | 85     |
| 13    | Irlande H T | Angela Farrell                 | One Day Love                   | Anglais           | 11    | 79     |
| 14    | Pays-Bas    | Saskia & Serge                 | Tijd                           | Néerlandais       | 6     | 85     |
| 15    | Portugal    | Tonicha                        | Menina                         | Portugais         | 9     | 83     |
| 16    | Yougoslavie | Krunoslav Slabinac             | Tvoj dječak je tužan           | Serbo-croate      | 14    | 68     |
| 17    | Finlande    | Markku Aro & Koivistolaiset    | Tie uuteen päivään             | Finnois           | 8     | 84     |
| 18    | Norvège     | Hanne Krogh                    | Lykken er...                   | Norvégien         | 17    | 65     |

## Anciens participants
| Artiste         | Pays      | Année(s) précédente(s) |
| --------------- | --------- | ---------------------- |
| Katja Ebstein   | Allemagne | 1970                   |
| Jacques Raymond | Belgique  | 1963                   |

## Tableau des votes
| Drapeau de l'Autriche | Drapeau de Malte                                  | Drapeau de Monaco | Drapeau de la Suisse | Drapeau de l'Allemagne | Drapeau de l'Espagne | Drapeau de la France | Drapeau du Luxembourg | Drapeau du Royaume-Uni | Drapeau de la Belgique | Drapeau de l'Italie | Drapeau de la Suède | Drapeau de l'Irlande | Drapeau des Pays-Bas | Drapeau du Portugal | Drapeau de la République fédérative socialiste de Yougoslavie | Drapeau de la Finlande | Drapeau de la Norvège | Total |    |     |
| Pays                  | Autriche                                          |                   | 3                    | 5                      | 2                    | 7                    | 2                     | 3                      | 2                      | 3                   | 3                   | 6                    | 4                    | 6                   | 3                                                             | 5                      | 4                     | 3     | 5  | 66  |
| Pays                  | Malte                                             | 4                 |                      | 2                      | 2                    | 3                    | 5                     | 3                      | 2                      | 3                   | 4                   | 4                    | 2                    | 4                   | 5                                                             | 2                      | 2                     | 3     | 2  | 52  |
| Pays                  | Monaco                                            | 4                 | 5                    |                        | 10                   | 10                   | 2                     | 8                      | 4                      | 8                   | 10                  | 4                    | 10                   | 9                   | 9                                                             | 8                      | 10                    | 7     | 10 | 128 |
| Pays                  | Suisse                                            | 5                 | 5                    | 4                      |                      | 6                    | 2                     | 6                      | 2                      | 6                   | 3                   | 7                    | 4                    | 5                   | 5                                                             | 6                      | 4                     | 4     | 4  | 78  |
| Pays                  | Allemagne                                         | 6                 | 5                    | 7                      | 6                    |                      | 8                     | 8                      | 2                      | 6                   | 7                   | 6                    | 6                    | 5                   | 5                                                             | 7                      | 7                     | 5     | 4  | 100 |
| Pays                  | Espagne                                           | 4                 | 8                    | 10                     | 5                    | 7                    |                       | 10                     | 4                      | 7                   | 4                   | 5                    | 6                    | 9                   | 6                                                             | 7                      | 7                     | 9     | 8  | 116 |
| Pays                  | France                                            | 3                 | 2                    | 8                      | 8                    | 5                    | 5                     |                        | 2                      | 5                   | 3                   | 4                    | 4                    | 6                   | 9                                                             | 5                      | 5                     | 3     | 5  | 82  |
| Pays                  | Luxembourg                                        | 2                 | 7                    | 6                      | 3                    | 2                    | 4                     | 5                      |                        | 6                   | 3                   | 3                    | 2                    | 5                   | 3                                                             | 6                      | 4                     | 5     | 4  | 70  |
| Pays                  | Royaume-Uni                                       | 4                 | 8                    | 8                      | 6                    | 5                    | 2                     | 8                      | 4                      |                     | 8                   | 3                    | 5                    | 7                   | 5                                                             | 7                      | 6                     | 6     | 6  | 98  |
| Pays                  | Belgique                                          | 3                 | 2                    | 5                      | 4                    | 2                    | 2                     | 5                      | 2                      | 6                   |                     | 3                    | 5                    | 4                   | 6                                                             | 6                      | 3                     | 6     | 4  | 68  |
| Pays                  | Italie                                            | 4                 | 6                    | 9                      | 8                    | 6                    | 6                     | 9                      | 2                      | 6                   | 2                   |                      | 7                    | 6                   | 2                                                             | 3                      | 8                     | 2     | 5  | 91  |
| Pays                  | Suède                                             | 7                 | 4                    | 4                      | 9                    | 4                    | 2                     | 5                      | 2                      | 5                   | 6                   | 6                    |                      | 3                   | 9                                                             | 3                      | 6                     | 4     | 6  | 85  |
| Pays                  | Irlande                                           | 7                 | 6                    | 6                      | 3                    | 4                    | 5                     | 7                      | 2                      | 6                   | 3                   | 6                    | 2                    |                     | 5                                                             | 4                      | 5                     | 4     | 4  | 79  |
| Pays                  | Pays-Bas                                          | 6                 | 2                    | 6                      | 5                    | 4                    | 5                     | 7                      | 2                      | 5                   | 2                   | 2                    | 6                    | 5                   |                                                               | 9                      | 5                     | 6     | 8  | 85  |
| Pays                  | Portugal                                          | 4                 | 3                    | 6                      | 2                    | 5                    | 10                    | 8                      | 5                      | 6                   | 4                   | 4                    | 2                    | 3                   | 5                                                             |                        | 6                     | 5     | 5  | 83  |
| Pays                  | Yougoslavie                                       | 6                 | 2                    | 4                      | 2                    | 7                    | 6                     | 6                      | 2                      | 3                   | 2                   | 5                    | 2                    | 5                   | 4                                                             | 4                      |                       | 3     | 5  | 68  |
| Pays                  | Finlande                                          | 4                 | 4                    | 4                      | 4                    | 4                    | 3                     | 4                      | 2                      | 10                  | 10                  | 2                    | 4                    | 6                   | 3                                                             | 8                      | 6                     |       | 6  | 84  |
| Pays                  | Norvège                                           | 3                 | 3                    | 6                      | 4                    | 2                    | 2                     | 5                      | 2                      | 7                   | 6                   | 2                    | 2                    | 7                   | 2                                                             | 5                      | 4                     | 3     |    | 65  |
| Pays                  | Le tableau suit l'ordre de passage des candidats. |                   |                      |                        |                      |                      |                       |                        |                        |                     |                     |                      |                      |                     |                                                               |                        |                       |       |    |     |

## Télédiffuseurs
| Pays        | Télédiffuseur(s)        | Commentateur(s)       | Jurés                                |
| ----------- | ----------------------- | --------------------- | ------------------------------------ |
| Allemagne   | ARD Deutsches Fernsehen | Hanns Verres          | ?                                    |
| Allemagne   | Deutschlandfunk         | Wolf Mittler          | ?                                    |
| Autriche    | FS1                     | Ernst Grissemann      | Beatrix Neundlinger & ?              |
| Autriche    | Hitradio Ö3             | Hubert Gaisbauer      | Beatrix Neundlinger & ?              |
| Belgique    | RTB                     | Janine Lambotte       | ?                                    |
| Belgique    | RTB La Première         | André Hagon           | ?                                    |
| Belgique    | BRT                     | Herman Verelst        | ?                                    |
| Belgique    | BRT Radio 1             | Nand Baert            | ?                                    |
| Espagne     | Primer Programa RNE     | Miguel de los Santos  | Noelia Afonso & Francisco Madariaga  |
| Espagne     | TVE1                    | Joaquín Prat          | Noelia Afonso & Francisco Madariaga  |
| Finlande    | TV-Ohjelma 1            | Aarno Walli           | Markku Veijalainen & Vieno Kekkonen  |
| Finlande    | YLE Radio1              | Poppe Berg            | Markku Veijalainen & Vieno Kekkonen  |
| France      | Deuxième chaîne ORTF    | Georges de Caunes     | ?                                    |
| France      | France Inter            | ?                     | ?                                    |
| Irlande     | Radio Éirann            | Kevin Roche           | ?                                    |
| Irlande     | RTÉ Television          | Noel Andrews          | ?                                    |
| Italie      | Programma Nazionale     | Renato Tagliani       | ?                                    |
| Italie      | Secondo Programma Radio | Renato Tagliani       | ?                                    |
| Luxembourg  | Télé Luxembourg         | Jacques Navadic       | ?                                    |
| Luxembourg  | RTL Radio               | Camillo Felgen        | ?                                    |
| Malte       | MTV                     | Victor Aquilina       | Spiro Sillato & Gaetan Abela         |
| Monaco      | Télé Monte Carlo        | Georges de Caunes     | ?                                    |
| Norvège     | NRK                     | Sverre Christophersen | ?                                    |
| Norvège     | NRK P1                  | Erik Heyerdahl        | ?                                    |
| Pays-Bas    | Nederland 1             | Pim Jacobs            | Jos Cléber & ?                       |
| Portugal    | RTP1                    | Henrique Mendes       | Pedro Albergaria & Luís Filipe Costa |
| Portugal    | RDP Antena 1            | ?                     | Pedro Albergaria & Luís Filipe Costa |
| Royaume-Uni | BBC1                    | Dave Lee Travis       | Gay Lowe & Jeremy Patterson          |
| Royaume-Uni | BBC Radio 1             | Terry Wogan           | Gay Lowe & Jeremy Patterson          |
| Suède       | SR TV1                  | Åke Strömmer          | Eva Blomqvist & Putte Wickman        |
| Suède       | SR P3                   | Ursula Richter        | Eva Blomqvist & Putte Wickman        |
| Suisse      | TSR                     | Georges Hardy         | ?                                    |
| Suisse      | TV DSR                  | Theodor Haller        | ?                                    |
| Suisse      | TSI                     | Giovanni Bertini      | ?                                    |
| Yougoslavie | Televizija Beograd      | Milovan Ilić          | Miso Kukic & Zoran Krzisnik          |
| Yougoslavie | Televizija Zagreb       | Oliver Mlakar         | Miso Kukic & Zoran Krzisnik          |
| Yougoslavie | Televizija Ljubljana    | Tomaž Terček          | Miso Kukic & Zoran Krzisnik          |

Le concours fut retransmis en direct, par câble et par satellite dans 29 pays. Il fut également diffusé en différé aux États-Unis et à Hong Kong.